# Anabioz
Anabioz ist eine russische Folk-Metal-Band aus Oktjabrski.

## Geschichte
Gegründet wurde die Band im Jahr 2006 und war von Beginn an live unterwegs, so dass über die Zeit Konzerte u. a. mit Holy Moses, Tiamat und Immolation zustande kamen.
Das Debütalbum Through Darkness erschien 2008 bei dem russischen Musiklabel CD-Maximum, zwei Jahre später folgte ... To Light bei Black Tower Productions aus der Schweiz. Für There the Sun Falls (2014) folgte dann mit Sound Age Productions die Rückkehr zu einer Plattenfirma aus Russland.

## Stil
Bei einer Rezension zum dritten Album wurden die russischen Mitstreiter von Arkona als Referenz herangezogen, allerdings ohne „Düsternis oder gar Black-Metal-Anleihen“. Zudem käme durch den „opernhaften Frauengesang als Ergänzung zu den Growls“ noch ein „gewisses Nightwish-Feeling hinzu“. Der gutturale Gesang kommt dabei im Regelfall zum Zug, wenn Sängerin Olga die Geige spielt.

## Diskografie
- 2008: Through Darkness (CD-Maximum)
- 2010: ... To Light (Black Tower Productions)
- 2014: There the Sun Falls (Sound Age Productions)